# Ommadawn
Ommadawn ist das dritte Studioalbum von Mike Oldfield. Es ist wie seine Vorgänger Tubular Bells und Hergest Ridge ein weitgehend instrumentales Musikalbum, das von Oldfield im Sommer und Herbst 1975 komponiert, produziert und größtenteils selbst eingespielt wurde. Es erreichte kurz nach seiner Veröffentlichung Ende Oktober 1975 Platz vier der britischen Charts.

## Entstehung
Nachdem Oldfield mit dem wegweisenden Erfolg von Tubular Bells und dem Nachfolgewerk Hergest Ridge eindrucksvoll bewiesen hatte, dass sich in den 1970er Jahren auch instrumentale Rockmusik gut verkaufen lässt, nahm er Ende 1975 seine restlichen Ideen dieser Zeit zusammen und zog sich nun in sein eigenes Manor-Studio in Chipping Norton zurück, um ein drittes Album aufzunehmen. Als Titel wählte er Ommadawn, was vom irischen Wort amadán („Dummkopf“, „Narr“) herstammt.
Anders als Tubular Bells, das durch seine Themenvielfalt besticht, wird der erste Teil von Ommadawn durch eine Art Wettstreit zweier ganz unterschiedlicher Themen beherrscht, die das gesamte musikalische Material bestimmen. Während das melancholische Eröffnungsthema von hoher Individualität geprägt ist, hat das Gegenthema eher einen hymnischen Charakter – folgerichtig wird es im Satz-Finale vom Chor gesungen. In gewisser Weise erinnert diese Kompositionsweise an die klassische Sonatensatzform. In dem groß angelegten Finale des ersten Teils führt Oldfield die beiden Themen zusammen, wobei durch additives Hinzufügen immer weiterer Instrumente, durch Trommeln, Chöre und das hoch emotionale Spiel der verzerrten E-Gitarren ein Steigerungseffekt erzielt wird. Oldfield wertet sein Album dadurch auf, dass er einem hervorragenden Fremdmusiker Raum gab: Paddy Moloney machte bei Ommadawn das, was er auch schon in seiner Band Chieftains perfekt umgesetzt hatte: Er spielte mit den Uilleann Pipes die irische Form der Sackpfeife, die mitkennzeichnend für den Klang dieses Albums wurde. Allerdings führt Oldfield auf Ommadawn auch eine weitere Klangkomponente ein, die er auf späteren Alben immer wieder verwenden sollte: afrikanische Trommeln. Letzteres ist bemerkenswert, da in der ersten Hälfte der 1970er Jahre die sog. Weltmusik in der Musikbranche bei weitem nicht die Rolle spielte, die sie etwa zehn Jahre später einnahm. Für Ommadawn lud sich Oldfield die Musiker der südafrikanischen Trommel-Band Jabula (IsiZulu: „Freude“) in sein Studio ein, welche während der Zeit der Apartheid in England Asyl gefunden hatte. Der erste Satz/die erste LP-Seite von Ommadawn endet mit einer über vierzig Sekunden langen Ausblende von Jabula. Gegen Ende des ersten Satzes ist auch die Auflösung des Album-Titels zu erfahren, denn dort singt der Chor „Tá mé ’n’ amadán ag ceol.“ was nichts anderes bedeutet als „Ich bin ein Narr mit Musik“.
Während das Uilleann-Pipes-/Gitarre-Duett von Oldfield und Moloney in der Mitte des zweiten Satzes live eingespielt wurde (wenngleich erst nach rund 40 Versuchen und eineinhalb Flaschen Whiskey, wie Oldfield 1981 der Zeitschrift Musiker Musik News im Interview verriet), wurden der Anfang der zweiten LP-Seite von Ommadawn (mit Ausnahme des Bonustitels und des oben bereits erwähnten Duetts Oldfield/Moloney) Stück für Stück zusammengesetzt und wiederum repetitive Klangtexturen und Half-Speed-Aufnahmetechnik genutzt, wobei Oldfield die vorherigen Aufnahmen in halber Geschwindigkeit abspielen ließ und er dazu normal spielte, wie er im gleichen Interview verriet. Im Endergebnis sind seine so eingespielten Gitarrenparts dann doppelt so schnell und virtuos, als wenn sie mit herkömmlichen Aufnahmetechniken eingespielt worden wären.
Als Besonderheit enthielt Ommadawn nach Ende des zweiten Satzes noch einen kleinen Extratitel von Mike Oldfield und William Murray mit dem Titel On Horseback (dennoch bleibt Ommadawn Oldfields kürzestes Studioalbum). Im November 1975 veröffentlichte Oldfield die Single In Dulci Jubilo / On Horseback als Doppel-A-Seiten-Single; sie erreichte im Januar 1976 Platz 4 der UK-Singlecharts.
Eigentlich plante Oldfield mit dem Album Amarok eine Art Ommadawn II – sowohl der Titel als auch das Coverfoto erinnern daran. Im Verlauf der Aufnahmen entwickelte sich doch ein eigenständiges, ganz anderes Konzept. Die letztendliche Fortführung von Ommadawn veröffentlichte Oldfield schließlich im Januar 2017 mit dem Album Return to Ommadawn.

## Alternative Versionen
1976 wurde Ommadawn von Oldfield für das vierteilige LP-Set Boxed Quadrofonie-fähig gemacht und im Zuge dessen neu abgemischt. Einige Tonspuren mit Instrumenten wurden entfernt, dafür erhielten andere im Gesamtpegel eine Aufwertung. Neue Spuren wurden jedoch nicht aufgenommen.
Auszüge aus Ommadawn mit zusätzlichen Synthesizerspuren wurden von Mike Oldfield für seine Musik zum NASA-Dokumentarfilm The Space Movie verwendet.
1981 präsentierte Oldfield eine Bearbeitung von Part I während seines Live-Auftritts in Montreux, u. a. mit einem 5-minütigen Schlagzeugsolo (Live At Montreux 1981).
2010 erschien das Album in komplett neuem Stereo- und Surround-Mix sowie angereichert durch einen bislang unveröffentlichten „Lost Mix“ von 1975 als CD, Deluxe-CD/DVD und Vinyl-LP bei Oldfields neuem Musiklabel Mercury Records.
2013 erschien ein Club-Remix namens Ommadawn (Mike Oldfield & York Remix) auf dem Album Tubular Beats, einem Remixalbum, das in einer Zusammenarbeit zwischen Mike Oldfield und Torsten Stenzel von der Band York entstanden ist.

## Titelliste

### Original (1975)
1. Ommadawn – Part One – 19:23
2. Ommadawn – Part Two / On Horseback – 17:17

### Deluxe Edition (2010)
CD 1:
1. Ommadawn – Part One (2010 stereo mixes) – 19:23
2. Ommadawn – Part Two / On Horseback (2010 stereo mixes) – 17:17
3. In Dulci Jubilo – 2:51
4. First Excursion – 5:57
5. Argiers – 3:59
6. Portsmouth – 2:04

CD 2:
1. Ommadawn – Part One (original 1975 stereo mixes) – 19:10
2. Ommadawn – Part Two / On Horseback (original 1975 stereo mixes) – 17:11
3. Ommadawn {Lost Version} (1975 demo) – 17:10

DVD:
1. Ommadawn – Part One (2010 5.1 surround mixes) – 19:04
2. Ommadawn – Part Two / On Horseback (2010 5.1 surround mixes) – 17:22
3. In Dulci Jubilo (original promotional video, 1975) – 3:04
4. Portsmouth (original promotional video, 1976) – 2:03